# Lucy-sur-Yonne
Lucy-sur-Yonne là một xã của Pháp. Xã này nằm ở tỉnh Yonne trong vùng Bourgogne.
Theo điều tra dân số năm 1999 (dân số không tính trùng), xã này có 135 dân. Dân số theo ước tính tại thời điểm ngày 1 tháng 1 năm 2004 là 149 người.